# Baptistenkirche (Berlin-Steglitz)

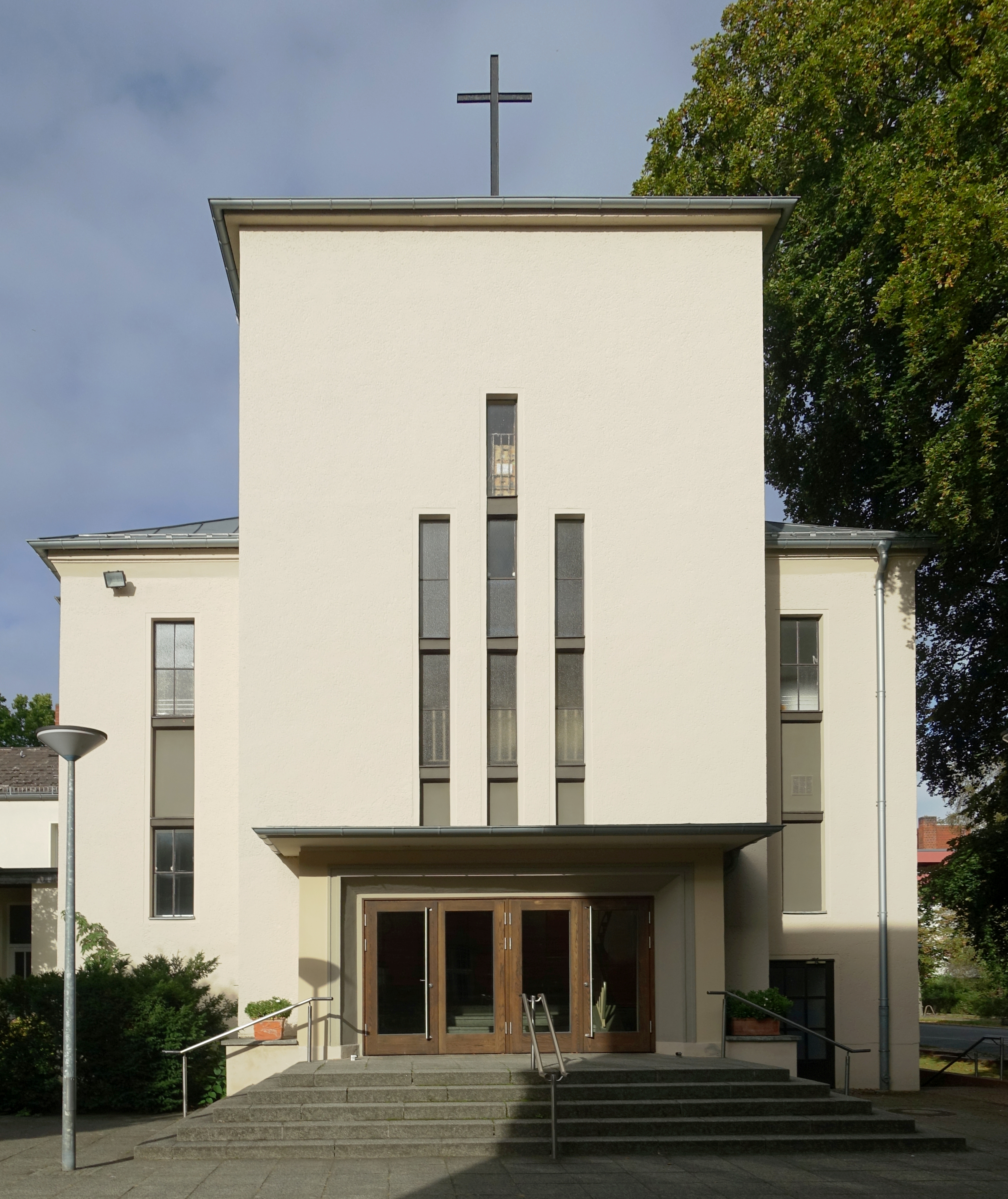
Baptistenkirche Steglitz

Ursprüngliche Steglitzer Baptistenkirche

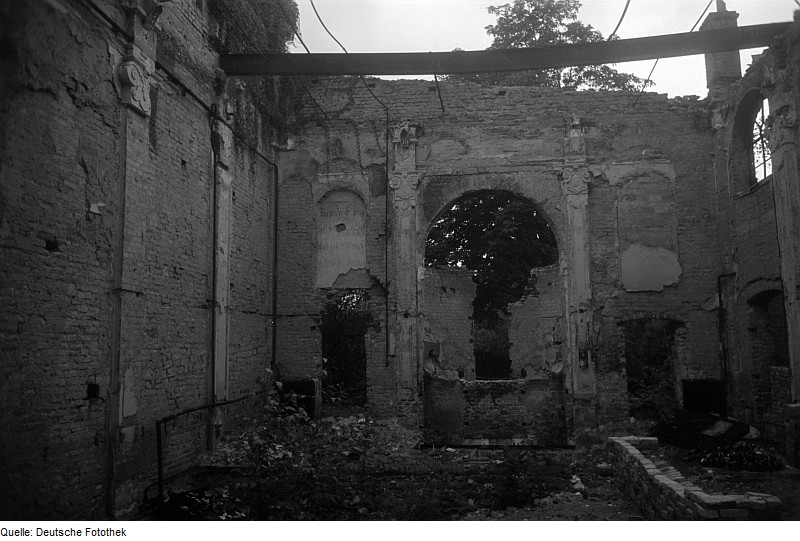
Ruine in der Klingsorstraße (Juli 1946), Fotografie von Abraham Pisarek

Die Baptistenkirche (Berlin-Steglitz), erbaut 1952–1953, ist ein Kirchengebäude in der Rothenburgstraße 12A im Berliner Ortsteil Steglitz des heutigen Bezirks Steglitz-Zehlendorf. Die Gemeinde ist Mitglied im Bund der Evangelisch-Freikirchlichen Gemeinde (Baptisten). Die Kirche dient sowohl einer deutschsprachigen als auch einer internationalen Baptistengemeinde als Gottesdienst- und Versammlungsstätte.

## Geschichte
Die Anfänge der Baptistengemeinde Steglitz reichen in das Jahr 1885 zurück. Sie sind mit den Namen des Steglitzer Sanitätsrats Hermann Alberts und dessen Ehefrau Martha verbunden. Die musikalisch begabte Martha Alberts gründete 1889, als die Baptistengemeinde Steglitz noch ein Zweig der Muttergemeinde an der Schmidstraße (heute Baptistengemeinde Tempelhof) war, einen Gemischten Chor. Am 27. Dezember 1899 erhielt die Gemeinde mit 76 gläubig getauften Mitgliedern ihre Selbständigkeit und errichtete 1906 in der Belfortstraße (ab 1930 umbenannt in Klingsorstraße) ihre erste Kapelle, die allerdings im August 1943 einem Bombenangriff zum Opfer fiel und bis auf die Grundmauern niederbrannte. Noch kurz vor Schluss des Zweiten Weltkrieges ereilte im April 1945 das Vorderhaus inklusive der Prediger-, Kastellans- und Gemeindeschwester-Wohnung das gleiche Schicksal. Die Steglitzer Baptisten hatten ihr räumliches Zentrum verloren.
Nach dem Krieg pachtete die Gemeinde unter Vorkaufsrecht ein Grundstück in der Rothenburgstraße und errichtete 1949 dort nach Abriss eines Vorgängergebäudes eine Barackenkirche. Geldnöte, bedingt durch die Währungsreform sowie durch die Berlin-Blockade 1948/49, ließen nur eine abschnittweise Bebauung des 1952 käuflich erworbenen Grundstücks zu. Von 1952 bis 1953 entstand in zwei Bauabschnitten der Neubau der heutigen Kirche. Im dritten Bauabschnitt (August 1955 – Ende Juni 1956) wurde – räumlich mit der Kirche verbunden – das neue Pastorenhaus errichtet. Die vom Architekten Erich Splitt entworfene Kirche und deren Nebengebäude wurden am 1. Juli 1956 im Rahmen eines Festgottesdienstes eingeweiht. Nachdem die Gemeinde auf fast 500 Mitglieder angewachsen war und weil man dem 1969 gegründeten Kindergarten der Gemeinde adäquate Räumlichkeiten zur Verfügung wollte, beschloss die Gemeinde 1970 den Bau eines Gemeindezentrums auf dem hinteren Grundstücksareal. Architekt dieses Gebäudekomplexes war Ulrich Kloss.

## Baubeschreibung

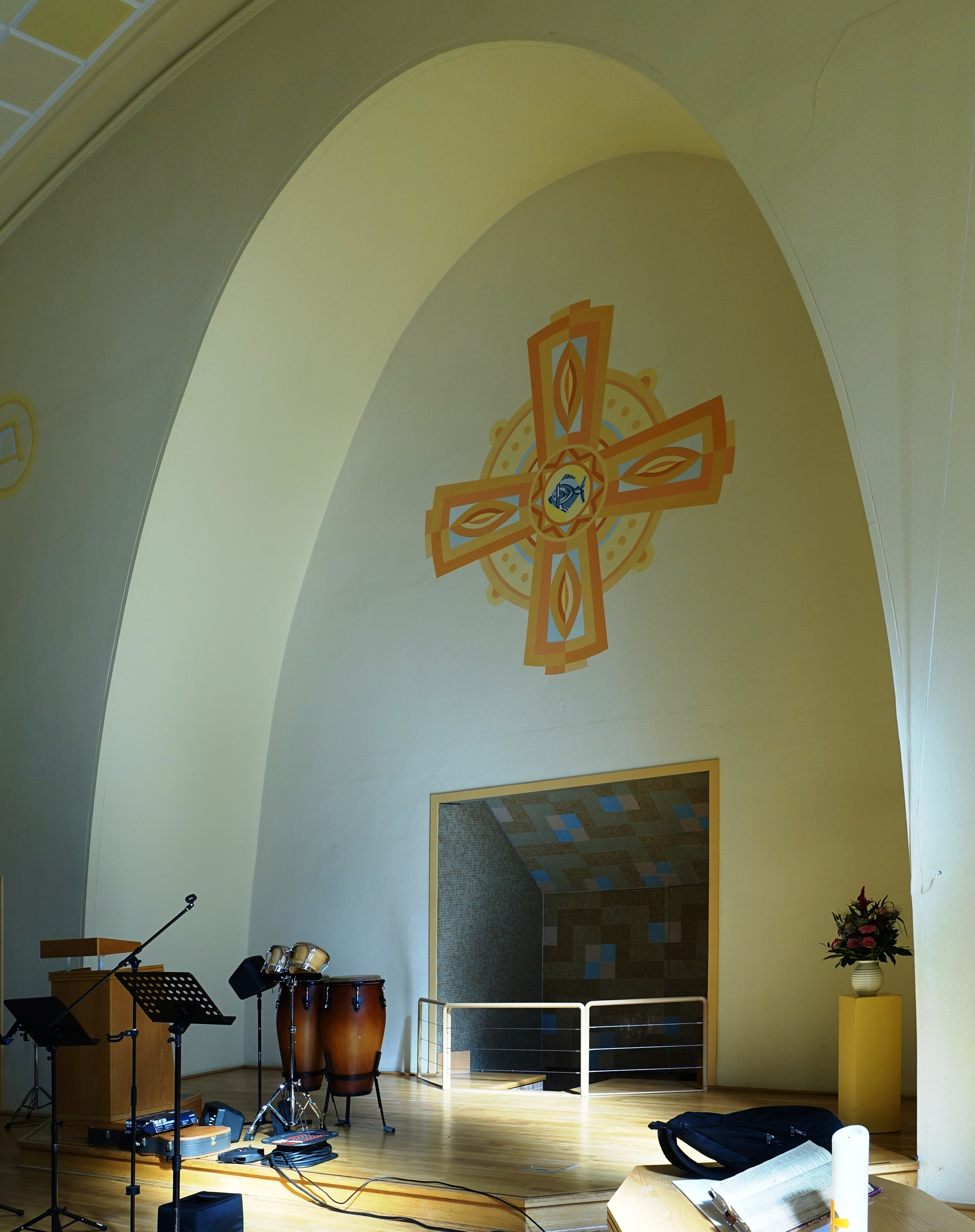
Ambo und Taufbecken

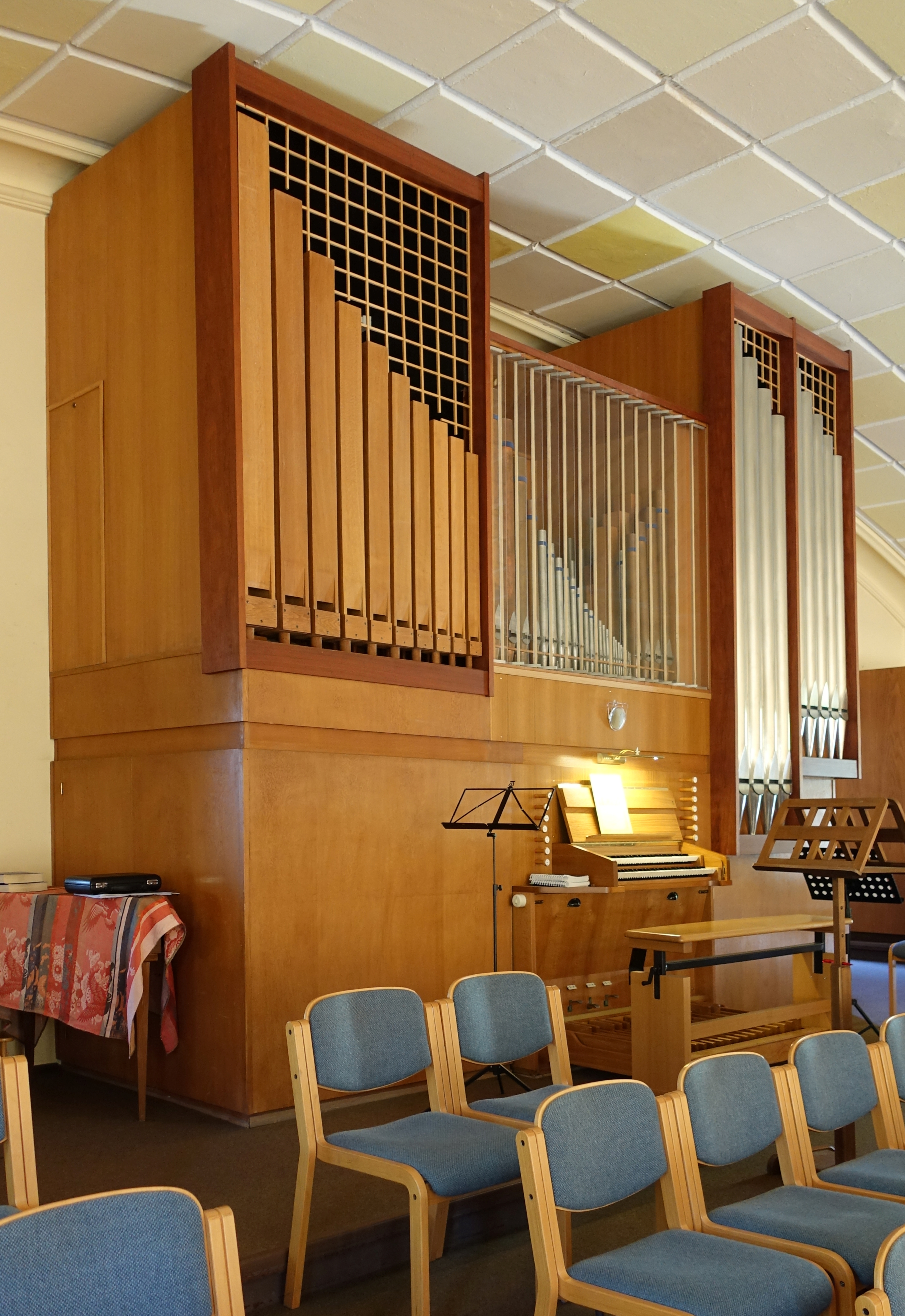
Die Walcker-Orgel

Die geostete Saalkirche, ein verputzter Mauerwerksbau, ist mit einem Walmdach aus Zinkblech gedeckt. Das Innere, überspannt mit einem flachen kassettierten Tonnengewölbe, wird von hohen Fenstern an den Längsseiten durch Tageslicht erhellt. Das Kirchenschiff hat keinen eingezogenen Chor, sondern nur eine parabelförmige Wandnische. Unter dem Kirchsaal befinden sich Gemeinderäume. Über dem Vorraum hinter dem Portal erhebt sich der Treppenturm auf rechteckigem Grundriss, der zur Empore führt. Er trägt ein Flachdach mit einem schlichten Kreuz.

## Ausstattung

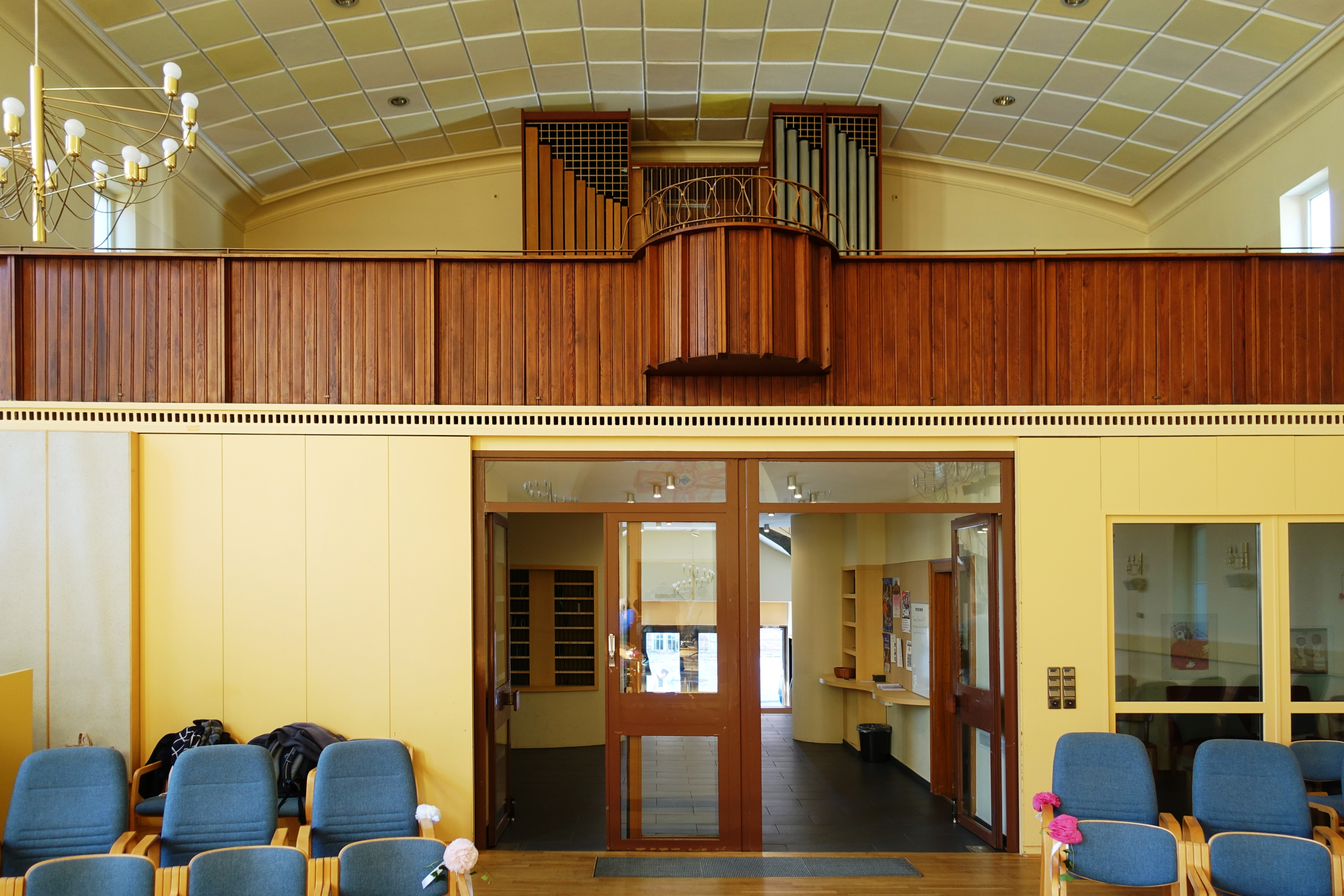
Empore

Das liturgische Zentrum des Kirchsaals verfügt über keinen Altar, sondern nur über einen Abendmahlstisch und einen Ambo. Dahinter – in einer Nische, die an eine Apsis erinnert – befindet sich das für Baptistengemeinden typische offene Taufbecken. Es ist in den Boden eingelassen und so groß, dass Täuflinge darin ganz untergetaucht werden können. Eine Tür führt zu den Umkleideräumen für Täuflinge und Täufer.
Nach Umbaumaßnahmen im Jahr 1984, erfolgte 1988 die künstlerische Neugestaltung des Gottesdienstraumes. Farbgebung und Wandmalerei sind ein Werk des abstrakten Malers Georges Beauducel (1929–2020).
Über dem Vorraum befindet sich die Empore, auf der die Orgel mit 2 Manualen, ein Pedal und 16 Registern steht. Sie wurde 1962 von der Firma E. F. Walcker & Cie. (op. 4256) gebaut. Anfang der 1980er Jahre ergänzte Horst Rase einen Prinzipal 8′. Seitdem lautet die Disposition wie folgt:
| I Hauptwerk C–g3 |    |
| Principal        | 8′ |
| Rohrflöte        | 8′ |
| Prinzipal        | 4′ |
| Waldflöte        | 2′ |
| Mixtur IV–VII    | 2′ |

| II Schwellwerk C–g3 |        |
| Gedeckt             | 8′     |
| Quintadena          | 8′     |
| Blockflöte          | 4′     |
| Prinzipal           | 2′     |
| Terz                | 1 3⁄5′ |
| Quinte              | 1 ⁄3′  |
| Zimbel II           |        |

| Pedal C–f1 |     |
| Subbass    | 16′ |
| Bassflöte  | 8′  |
| Dolkan     | 4′  |
| Trompete   | 8′  |

- Koppeln: II/I, I/P, II/P

## Persönlichkeiten, die in Verbindung mit der Steglitzer Baptistenkirche stehen
In folgender Liste sollten in der Regel nur solche Personen aufgeführt werden, über die ein Artikel angelegt ist.
- Johannes Schneider (1895–1970), Theologieprofessor und langjähriger Ältester der Gemeinde
- Peter Dienel (1923–2006), Erfinder des Bürgerbeteiligungsverfahrens Planungszelle; Mitbegründer des in den 1950er Jahren errichteten Jungenheims Steglitz, einer Jugendhilfe-Einrichtung der Steglitzer Baptistengemeinde
- Klaus Jürgen Jähn (* 1942), ehemaliges Mitglied der Steglitzer Baptistengemeinde, emeritierter Pastor der Evangelisch-Lutherischen Kirche in Norddeutschland, Autor[6]
- Hans Liudger (* 1961) und Christiane Dienel (* 1965); Hans-Liudger Dienel ist Historiker, Christiane Dienel ehemalige Staatssekretärin und Mitglied der Gemeindeleitung der Baptistengemeinde Berlin-Steglitz
- André Beauducel (* 1965), Psychologe
- Martin Rothkegel (* 1969), Professor für Kirchengeschichte an der baptistischen Theologischen Hochschule Elstal
- Christopher Lehmpfuhl (* 1972), bekannter Berliner Plein-air-Maler